# Briefmarken-Jahrgang 1950 der Deutschen Bundespost
Der Briefmarken-Jahrgang 1950 der Deutschen Bundespost umfasste lediglich einen Satz mit zwei Sondermarken. Eine ursprünglich geplante Ausgabe regulärer Wohlfahrtsmarken unterblieb, da sich die Marken des Ausgabejahres 1949 sehr schlecht verkaufen ließen, so dass deren Verkaufsfrist verlängert wurde.

## Liste der Ausgaben und Motive
Legende
- Bild: Eine bearbeitete Abbildung der genannten Marke. Das Verhältnis der Größe der Briefmarken zueinander ist in diesem Artikel annähernd maßstabsgerecht dargestellt. Sollten keine Marken abgebildet sein, liegt es daran, dass das Urheberrecht des Künstlers noch nicht erloschen ist.
- Beschreibung: Eine Kurzbeschreibung des Motivs und/oder des Ausgabegrundes. Bei ausgegebenen Serien oder Blocks werden die zusammengehörigen Beschreibungen mit einer Markierung versehen eingerückt.
- Wert: Der Frankaturwert der einzelnen Marke in Pfennig. Ein „+“ bedeutet, dass es sich um eine Zuschlagsmarke handelt (= Frankaturwert + Spende).
- Ausgabedatum: Das Datum des erstmaligen Verkaufs dieser Briefmarke.
- Gültig bis: Das Datum, an dem die Gültigkeit endete.
- Auflage: Soweit bekannt, wird hier die zum Verkauf angebotene Anzahl dieser Ausgabe angegeben.
- Entwurf: Soweit bekannt, wird hier angegeben, von wem der Entwurf dieser Marke stammt.
- Mi.-Nr.: Diese Briefmarke wird im Michel-Katalog unter der entsprechenden Nummer gelistet.

| Sondermarken |                                                                                          |                  |                       |                 |           |             |       |
| Bild         | Beschreibung                                                                             | Werte in Pfennig | Ausgabe- datum (1950) | gültig bis      | Auflage   | Entwurf     | MiNr. |
|              | 200. Todestag von Johann Sebastian Bach - Siegel von Johann Sebastian Bach Zuschlagmarke | 10+2             | 28. Juli              | 31. Januar 1951 | 5.000.000 | Georg Trump | 121   |
|              | - Siegel von Johann Sebastian Bach Zuschlagmarke                                         | 20+3             | 28. Juli              | 31. Januar 1951 | 5.000.000 | Georg Trump | 122   |